# Les enfants
Les enfants is een single van de Nederlandse zangeres Lenny Kuhr uit 1972. Het wordt uitgevoerd samen met de Franse jongensgroep Les Poppys.
Deze single kwam uit in een periode dat Kuhr succesvol was in Frankrijk, met name met haar voorgaande single Jesus Cristo. De B-kant Tout ce que j'aime was een Franstalige versie van het Moody Blues nummer A Simple Game geschreven door Mike Pinder in 1968 (en succesvol gecoverd door The Four Tops in 1972) en vertaald door Jacques Demarny.  Het was ook de titel van Kuhr's enige Franstalige album. In Nederland werd het album echter uitgebracht onder de titel Les Enfants.
De single had enig succes in de Nederlandse hitlijst. In de zeven weken dat het in de Nederlandse Top 40 te vinden was kwam het tot de achttiende plaats. De single werd geen hit in Frankrijk.